# 白洪淅
白洪淅（ペク・ホンソク、백홍석、1986年8月13日 - ）は、韓国の囲碁棋士。ソウル市出身、権甲龍八段門下、韓国棋院所属、九段。BCカード杯世界囲碁選手権優勝、名人戦準優勝2回など。

## 経歴
2001年入段。2004年韓国囲碁リーグ出場、三段。2005年三星火災杯出場、四段。2006年SKガス杯新鋭プロ十傑戦で棋戦初優勝、三星火災杯ベスト4進出。同年、54勝16敗の成績で囲碁大賞勝率賞、新鋭棋士賞受賞。2007年十段戦で決勝進出、安祚永に1-2で敗れ準優勝、電子ランド杯王中王戦でベスト4。2008年六段、棋聖戦挑戦者、第1回ワールドマインドスポーツゲームズ男子個人戦に韓国代表として出場し決勝トーナメント進出。2009年七段。2011年KBS杯準優勝により八段昇段、テレビ囲碁アジア選手権戦準優勝。同年名人戦準優勝により九段昇段。
2012年、BCカード杯世界囲碁選手権決勝で党毅飛を3-1で破り、国際棋戦初優勝。同年テレビ囲碁アジア選手権戦決勝で孔傑を破り優勝。また百霊愛透杯ベスト16、三星火災杯ベスト16。2013年名人戦ベスト4。
2011年中国乙級リーグに杭州囲棋学校チームで出場。韓国棋士ランキングでは2007、08年13位。李世乭に6勝3敗（2011年時点）と相性がいい。

### タイトル歴
- BCカード杯世界囲碁選手権 2012年
- テレビ囲碁アジア選手権戦 2012年
- SKガス杯新鋭プロ十傑戦 2006年（2-0 李映九）

### その他の棋歴
国際棋戦
- テレビ囲碁アジア選手権戦 準優勝 2011年（○鍾文靖、○王磊、×孔傑）
- 三星火災杯世界オープン戦 ベスト4 2006年（○金秀俊、○羅洗河、○兪斌、0-2 李昌鎬）
- ワールドマインドスポーツゲームズ 2008年 決勝トーナメント進出（×王檄）

国内棋戦
- 圓益杯十段戦 準優勝 2007年（1-2 安祚永）、2009年（0-2 朴廷桓）
- BCカード杯新人王戦 準優勝 2007年（1-2 元晟溱）
- オスラムコリア杯新鋭連勝最強戦 準優勝 2007年（0-2 姜東潤）
- 棋聖戦 挑戦者 2008年（1-2 朴永訓）
- KBS杯バドゥク王戦 準優勝 2011、12年
- 名人戦 準優勝 2011-12年
- 韓国囲碁リーグ
  - 2004年（ボハエ）5-2
  - 2005年（第一火災）3-4
  - 2007年（蔚山デ−アチェ）9-5
  - 2008年（蔚山デ−アチェ）7-7
  - 2009年（仁川Batoo）8-4
  - 2010年（ポスコICT）7-9
  - 2011年（ポスコLED）7-6
  - 2012年（新安天日塩）9-7

その他
- 中国囲棋乙級リーグ
  - 2011年（杭州囲棋学校）3-4
  - 2012年（德州長河永和）4-3